# Riccardo Bonadio
Riccardo Bonadio (* 17. Juli 1993 in San Vito al Tagliamento) ist ein italienischer Tennisspieler.

## Karriere
Bonadio spielte bis 2011 auf der ITF Junior Tour. Dort konnte er mit Rang 147 seine höchste Notierung in der Jugend-Rangliste erreichen.
Bei den Profis spielte Bonadio ab 2012 regelmäßig Turniere auf der ITF Future Tour. 2014 gelangen ihm im Doppel die ersten drei Titel auf diesem Niveau. Bis 2017 gewann er so insgesamt vier Titel im Einzel und zwölf Titel im Doppel, sodass er im Einzel in die Top 450 der Tennisweltrangliste einzog, im Doppel schaffte er selbiges auch 2017.
In der Folge konnte Bonadio auch bei Turnieren der ATP Challenger Tour in der Qualifikation an den Start gehen. 2018 konnte er bei Challengers kein Match im Hauptfeld für sich entscheiden; er gewann aber vier weitere Future-Titel. 2019 gelangen Bonadio erste Siege bei Challengers im Einzel, in Maia etwa zog er erstmals in seiner Karriere in ein Viertelfinale auf diesem Niveau ein. In der verkürzten Saison 2020 gewann der Italiener jeweils einen Titel in Einzel und Doppel der Future Tour, überzeugte aber auch bei Challengers. Als Qualifikant gestartet, überraschte Bonadio die Konkurrenz in Triest und zog ins Finale ein, wo er Carlos Alcaraz unterlag. Das führte ihn erstmals in die Top 300 der Welt. Anfang 2021 gelang ihm in Oeiras auch im Doppel der erste Einzug in ein Endspiel, das er jedoch verlor. Besser machte er es kurz vor Jahresende in Antalya, als er mit Giovanni Fonio den Titel gewann. Zum Jahresende stand er jeweils um Platz 300 der Welt. Nach einer kurzen Rückkehr auf die Future Tour, bei der er im Einzel seinen 10. Titel gewann, spielte er wieder hauptsächlich Challengers. Erster Höhepunkt des Jahres war das Erreichen des Halbfinals in Las Palmas. Im Einzel und Doppel steht er aktuell jeweils auf seinem Karrierehoch.

## Erfolge
| Legende (Anzahl der Siege) |
| Grand Slam                 |
| ATP Finals                 |
| ATP Tour Masters 1000      |
| ATP Tour 500               |
| ATP Tour 250               |
| ATP Challenger Tour (1)    |

### Doppel

#### Turniersiege
| Nr. | Datum            | Turnier | Belag | Partner        | Finalgegner                  | Ergebnis          |
| --- | ---------------- | ------- | ----- | -------------- | ---------------------------- | ----------------- |
| 1.  | 5. Dezember 2021 | Antalya | Sand  | Giovanni Fonio | Hsu Yu-hsiou Tseng Chun-hsin | 3:6, 6:2, [12:10] |